# Litoria
Litoria Tschudi, 1838 è un genere di rane arboree (Pelodryadidae) native dell'Australia, della Tasmania, dell'arcipelago di Bismarck, delle Piccole Isole della Sonda, delle isole Molucche, della Nuova Guinea, delle isole Salomone e di Timor; inoltre, questo genere di rane è stato introdotto in altre isole dell'Oceania. Si distinguono delle altre rane arboree per la presenza di iridi orizzontali, la mancanza di pigmentazione delle palpebre e per la loro distribuzione geografica.
Le specie del genere Litoria variano estremamente nell'aspetto, nel comportamento e nell'habitat; Litoria microbelos, la specie più piccola, raggiunge una lunghezza massima di 1,6 cm. Di norma c'è una correlazione tra aspetto, comportamento e habitat di ogni rana: le rane piccole e di colore scuro sono generalmente terrestri, e non si arrampicano mai, o lo fanno meno frequentemente; le specie più grandi e di colore verde sono spesso arboree, e alcune scendono al suolo soltanto per procreare.

## Tassonomia
Il genere comprende le seguenti specie:
- Litoria adelaidensis (Gray, 1841)
- Litoria albolabris (Wandolleck, 1911)
- Litoria amboinensis (Horst, 1883)
- Litoria angiana (Boulenger, 1915)
- Litoria aplini Richards and Donnellan, 2020
- Litoria arfakiana (Peters & Doria, 1878)
- Litoria aurifera Anstis, Tyler, Roberts, Price & Doughty, 2010
- Litoria axillaris[2] Doughty, 2011
- Litoria biakensis Günther, 2006
- Litoria bibonius Kraus & Allison, 2004
- Litoria bicolor (Gray, 1842)
- Litoria burrowsi (Scott, 1942)
- Litoria capitula (Tyler, 1968)
- Litoria chloristona Menzies, Richards & Tyler, 2008
- Litoria chloronota (Boulenger, 1911)
- Litoria chrisdahli Richards, 2007
- Litoria christianbergmanni Günther, 2008
- Litoria congenita (Peters & Doria, 1878)
- Litoria contrastens (Tyler, 1968)
- Litoria cooloolensis Liem, 1974
- Litoria coplandi (Tyler, 1968)
- Litoria corbeni (Wells & Wellington, 1985)
- Litoria darlingtoni (Loveridge, 1945)
- Litoria dentata (Keferstein, 1868)
- Litoria dorsalis Macleay, 1878
- Litoria electrica Ingram & Corben, 1990
- Litoria eurynastes Menzies, Richards & Tyler, 2008
- Litoria everetti (Boulenger, 1897)
- Litoria ewingii (Duméril & Bibron, 1841)
- Litoria fallax (Peters, 1880)
- Litoria flavescens Kraus & Allison, 2004
- Litoria freycineti Tschudi, 1838
- Litoria gasconi Richards, Oliver, Krey & Tjaturadi, 2009
- Litoria havina Menzies, 1993
- Litoria hilli Hiaso & Richards, 2006
- Litoria humboldtorum Günther, 2006
- Litoria inermis (Peters, 1867)
- Litoria iris (Tyler, 1962)
- Litoria jervisiensis (Duméril & Bibron, 1841)
- Litoria latopalmata Günther, 1867
- Litoria leucova (Tyler, 1968)
- Litoria littlejohni White, Whitford & Mahony, 1994
- Litoria lodesdema Menzies, Richards & Tyler, 2008
- Litoria longicrus (Boulenger, 1911)
- Litoria longirostris Tyler & Davies, 1977
- Litoria lutea (Boulenger, 1887)
- Litoria majikthise Johnston & Richards, 1994
- Litoria mareku Günther, 2008
- Litoria megalops Richards & Iskandar, 2006
- Litoria meiriana (Tyler, 1969)

- Litoria microbelos (Cogger, 1966)
- Litoria micromembrana (Tyler, 1963)
- Litoria modica (Tyler, 1968)
- Litoria mucro Menzies, 1993
- Litoria multiplica (Tyler, 1964)
- Litoria mystax (Van Kampen, 1906)
- Litoria nasuta (Gray, 1842)
- Litoria nigrofrenata (Günther, 1867)
- Litoria nigropunctata (Meyer, 1875)
- Litoria oenicolen Menzies & Zweifel, 1974
- Litoria ollauro Menzies, 1993
- Litoria olongburensis Liem & Ingram, 1977
- Litoria pallida Davies, Martin & Watson, 1983
- Litoria paraewingi Watson, Loftus-Hills & Littlejohn, 1971
- Litoria peronii (Tschudi, 1838)
- Litoria personata Tyler, Davies & Martin, 1978
- Litoria pinocchio Oliver, Günther, Mumpuni, and Richards, 2019
- Litoria pronimia Menzies, 1993
- Litoria prora (Menzies, 1969)
- Litoria pygmaea (Meyer, 1875)
- Litoria quadrilineata Tyler & Parker, 1974
- Litoria revelata Ingram, Corben & Hosmer, 1982
- Litoria richardsi Dennis and Cunningham, 2006
- Litoria rothii (De Vis, 1884)
- Litoria rubella (Gray, 1842)
- Litoria rubrops Kraus & Allison, 2004
- Litoria scabra Günther & Richards, 2005
- Litoria singadanae Richards, 2005
- Litoria spaldingi (Hosmer, 1964)
- Litoria spartacus Richards & Oliver, 2006
- Litoria staccato Doughty & Anstis, 2007
- Litoria thesaurensis (Peters, 1877)
- Litoria timida Tyler & Parker, 1972
- Litoria tornieri (Nieden, 1923)
- Litoria tyleri Martin, Watson, Gartside, Littlejohn & Loftus-Hills, 1979
- Litoria umarensis Günther, 2004
- Litoria umbonata Tyler & Davies, 1983
- Litoria verae Günther, 2004
- Litoria verreauxii (Duméril, 1853)
- Litoria viranula Menzies, Richards & Tyler, 2008
- Litoria vivissimia Oliver, Richards, and Donnellan, 2019
- Litoria vocivincens Menzies, 1972
- Litoria wapogaensis Richards & Iskandar, 2001
- Litoria watjulumensis (Copland, 1957)
- Litoria watsoni Mahony, Moses, Mahony, Lemckert, and Donnellan, 2020
- Litoria wisselensis (Tyler, 1968)
- Litoria wollastoni (Boulenger, 1914)

## Galleria d'immagini

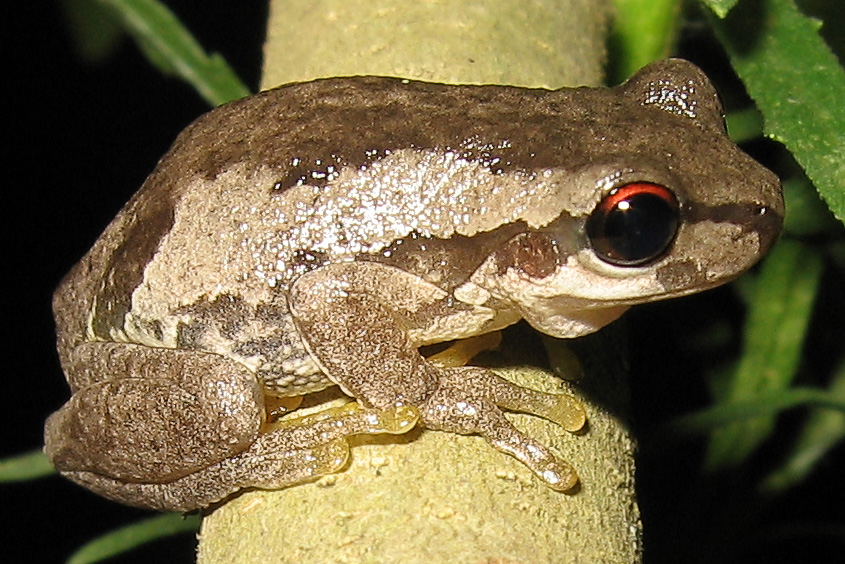
Litoria dentata
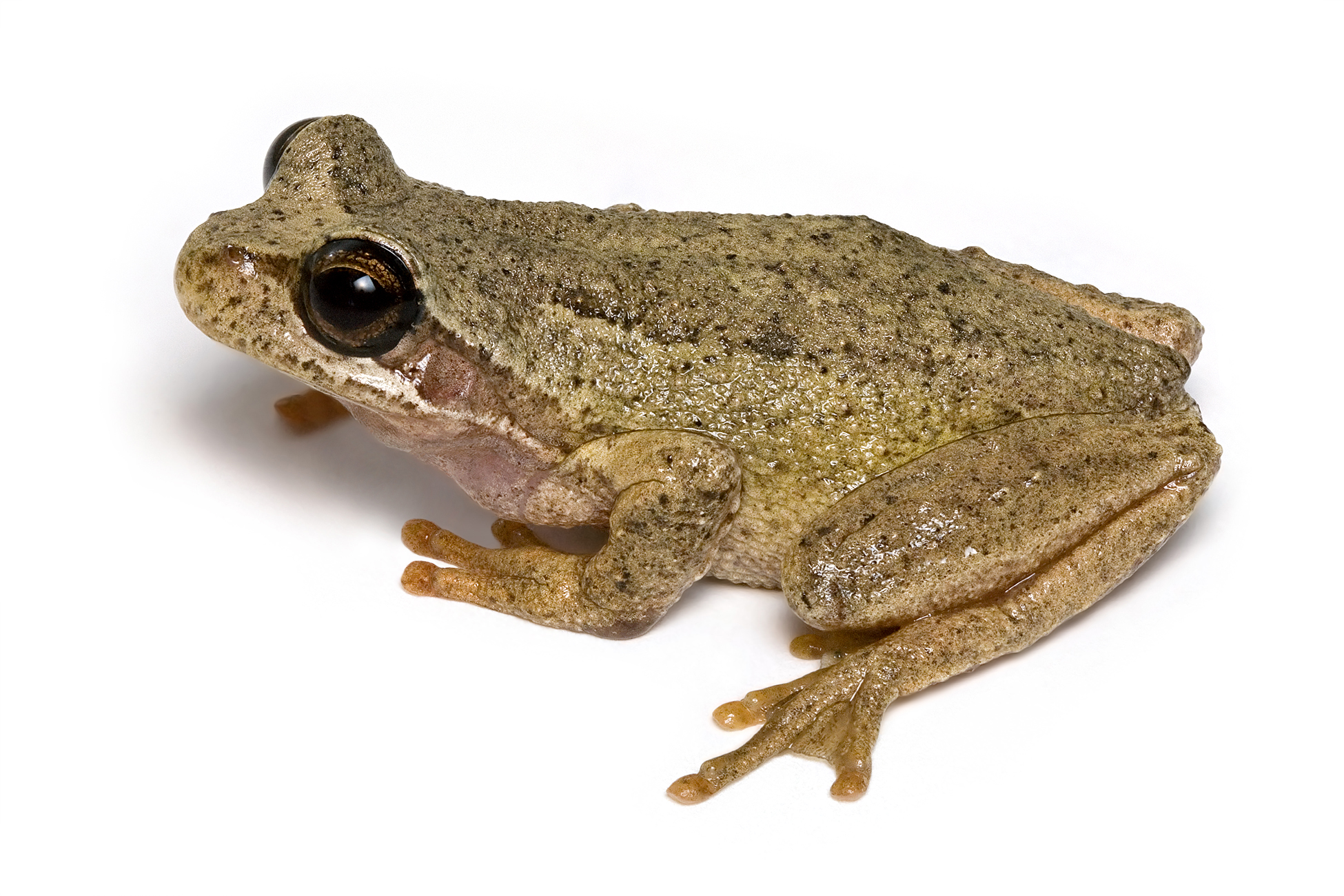
Litoria ewingii
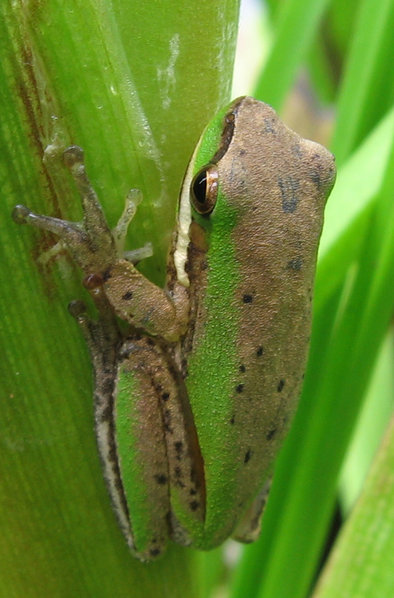
Litoria fallax
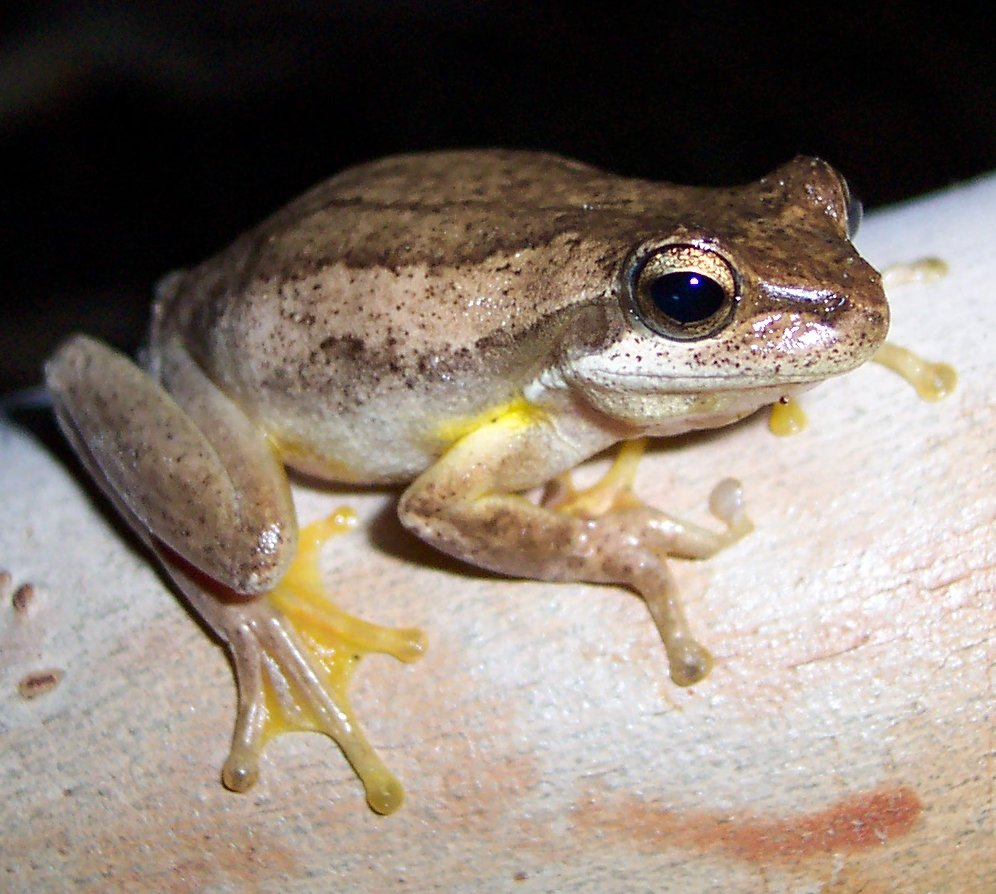
Litoria jervisiensis
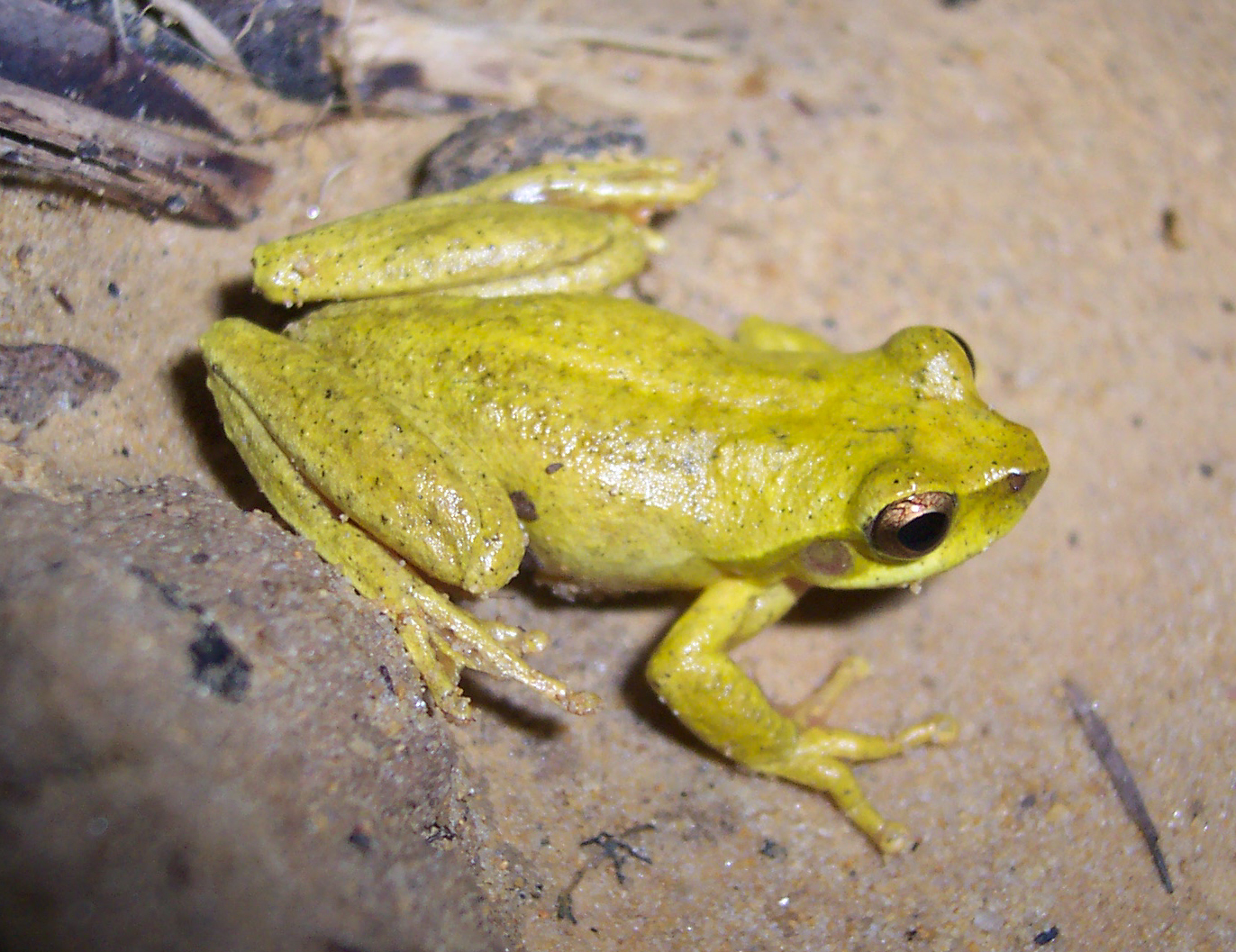
Litoria revelata